# دانوتا کوزاک
دانوتا کوزاک (انگلیسی: Danuta Kozák؛ زادهٔ ۱۱ ژانویهٔ ۱۹۸۷) یک قایقران کایاک اهل مجارستان است.
وی در مسابقات کشوری و بین‌المللی در مجموع برندهٔ ۲۴ مدال طلا، ۶ مدال نقره، ۲ مدال برنز شده‌است.